# Harry "Hap" Holmes Memorial Award
L'Harry "Hap" Holmes Memorial Award è un premio annuale della American Hockey League che viene assegnato al portiere o ai portieri con la media gol subiti minore al termine della stagione regolare, dopo aver disputato almeno 25 incontri.
Prima del 1972 veniva premiato il portiere con la media gol subiti minore che avesse preso parte ad almeno il 50% degli incontri di stagione regolare. Il premio fu presentato per la prima volta nella stagione 1947-48 in onore di Hap Holmes.

## Vincitori
| Stagione  | Giocatore              | Squadra               |
| --------- | ---------------------- | --------------------- |
| 1947-48   | Baz Bastien            | Pittsburgh Hornets    |
| 1948-49   | Baz Bastien            | Pittsburgh Hornets    |
| 1949-50   | Connie Dion            | Buffalo Bisons        |
| 1950-51   | Gilles Mayer           | Pittsburgh Hornets    |
| 1951-52   | Johnny Bower           | Cleveland Barons      |
| 1952-53   | Gilles Mayer           | Pittsburgh Hornets    |
| 1953-54   | Gilles Mayer           | Pittsburgh Hornets    |
| 1954-55   | Gilles Mayer           | Pittsburgh Hornets    |
| 1955-56   | Gilles Mayer           | Pittsburgh Hornets    |
| 1956-57   | Johnny Bower           | Providence Reds       |
| 1957-58   | Johnny Bower           | Cleveland Barons      |
| 1958-59   | Bob Perreault          | Hershey Bears         |
| 1959-60   | Ed Chadwick            | Rochester Americans   |
| 1960-61   | Marcel Paille          | Springfield Indians   |
| 1961-62   | Marcel Paille          | Springfield Indians   |
| 1962-63   | Denis DeJordy          | Buffalo Bisons        |
| 1963-64   | Roger Crozier          | Pittsburgh Hornets    |
| 1964-65   | Gerry Cheevers         | Rochester Americans   |
| 1965-66   | Les Binkley            | Cleveland Barons      |
| 1966-67   | André Gill             | Hershey Bears         |
| 1967-68   | Bob Perreault          | Rochester Americans   |
| 1968-69   | Gilles Villemure       | Buffalo Bisons        |
| 1969-70   | Gilles Villemure       | Buffalo Bisons        |
| 1970-71   | Gary Kurt              | Cleveland Barons      |
| 1971-72   | Dan Bouchard           | Boston Braves         |
| 1971-72   | Ross Brooks            | Boston Braves         |
| 1972-73   | Michel Larocque        | Nova Scotia Voyageurs |
| 1972-73   | Michel DeGuise         | Nova Scotia Voyageurs |
| 1973-74   | Jim Shaw               | Nova Scotia Voyageurs |
| 1973-74   | Dave Elenbaas          | Nova Scotia Voyageurs |
| 1974-75   | Ed Walsh               | Nova Scotia Voyageurs |
| 1974-75   | Dave Elenbaas          | Nova Scotia Voyageurs |
| 1975-76   | Ed Walsh               | Nova Scotia Voyageurs |
| 1975-76   | Dave Elenbaas          | Nova Scotia Voyageurs |
| 1976-77   | Ed Walsh               | Nova Scotia Voyageurs |
| 1976-77   | Dave Elenbaas          | Nova Scotia Voyageurs |
| 1977-78   | Bob Holland            | Nova Scotia Voyageurs |
| 1977-78   | Maurice Barrett        | Nova Scotia Voyageurs |
| 1978-79   | Pete Peeters           | Maine Mariners        |
| 1978-79   | Robbie Moore           | Maine Mariners        |
| 1979-80   | Rick St. Croix         | Maine Mariners        |
| 1979-80   | Robbie Moore           | Maine Mariners        |
| 1980-81   | Pelle Lindbergh        | Maine Mariners        |
| 1980-81   | Robbie Moore           | Maine Mariners        |
| 1981-82   | Bob Janecyk            | New Brunswick Hawks   |
| 1981-82   | Warren Skorodenski     | New Brunswick Hawks   |
| 1982-83   | Brian Ford             | Fredericton Express   |
| 1982-83   | Clint Malarchuk        | Fredericton Express   |
| 1983-84   | Brian Ford             | Fredericton Express   |
| 1984-85   | Jon Casey              | Baltimore Skipjacks   |
| 1985-86   | Sam St. Laurent        | Maine Mariners        |
| 1985-86   | Karl Friesen           | Maine Mariners        |
| 1986-87   | Vincent Riendeau       | Sherbrooke Canadiens  |
| 1987-88   | Vincent Riendeau       | Sherbrooke Canadiens  |
| 1987-88   | Jocelyn Perreault      | Sherbrooke Canadiens  |
| 1988-89   | Randy Exelby           | Sherbrooke Canadiens  |
| 1988-89   | François Gravel        | Sherbrooke Canadiens  |
| 1989-90   | Jean-Claude Bergeron   | Sherbrooke Canadiens  |
| 1989-90   | André Racicot          | Sherbrooke Canadiens  |
| 1990-91   | David Littman          | Rochester Americans   |
| 1990-91   | Darcy Wakaluk          | Rochester Americans   |
| 1991-92   | David Littman          | Rochester Americans   |
| 1992-93   | Corey Hirsch           | Binghamton Rangers    |
| 1992-93   | Boris Rousson          | Binghamton Rangers    |
| 1993-94   | Olaf Kölzig            | Portland Pirates      |
| 1993-94   | Byron Dafoe            | Portland Pirates      |
| 1994-95   | Mike Dunham            | Albany River Rats     |
| 1994-95   | Corey Schwab           | Albany River Rats     |
| 1995-96   | Manny Legace           | Springfield Falcons   |
| 1995-96   | Scott Langkow          | Springfield Falcons   |
| 1996-97   | Jean-François Labbé    | Hershey Bears         |
| 1997-98   | Jean-Sébastien Giguère | Saint John Flames     |
| 1997-98   | Tyler Moss             | Saint John Flames     |
| 1998-99   | Martin Biron           | Rochester Americans   |
| 1998-99   | Tom Draper             | Rochester Americans   |
| 1999-2000 | Milan Hnilička         | Hartford Wolf Pack    |
| 1999-2000 | Jean-François Labbé    | Hartford Wolf Pack    |
| 2000-01   | Mika Noronen           | Rochester Americans   |
| 2000-01   | Tom Askey              | Rochester Americans   |
| 2001-02   | Martin Prusek          | G. Rapids Griffins    |
| 2001-02   | Simon Lajeunesse       | G. Rapids Griffins    |
| 2001-02   | Mathieu Chouinard      | G. Rapids Griffins    |
| 2002-03   | Marc Lamothe           | G. Rapids Griffins    |
| 2002-03   | Joey MacDonald         | G. Rapids Griffins    |
| 2003-04   | Wade Dubielewicz       | Bridgeport S. Tigers  |
| 2003-04   | Dieter Kochan          | Bridgeport S. Tigers  |
| 2004-05   | Jason LaBarbera        | Hartford Wolf Pack    |
| 2004-05   | Steve Valiquette       | Hartford Wolf Pack    |
| 2005-06   | Dany Sabourin          | WBS Penguins          |
| 2006-07   | Jason LaBarbera        | Manchester Monarchs   |
| 2007-08   | Nolan Schaefer         | Houston Aeros         |
| 2007-08   | Barry Brust            | Houston Aeros         |
| 2008-09   | Cory Schneider         | Manitoba Moose        |
| 2009-10   | Cédrick Desjardins     | Hamilton Bulldogs     |
| 2009-10   | Curtis Sanford         | Hamilton Bulldogs     |
| 2010-11   | Brad Thiessen          | WBS Penguins          |
| 2010-11   | John Curry             | WBS Penguins          |
| 2011-12   | Ben Scrivens           | Toronto Marlies       |
| 2012-13   | Brad Thiessen          | WBS Penguins          |
| 2012-13   | Jeff Zatkoff           | WBS Penguins          |
| 2013-14   | Jeff Deslauriers       | WBS Penguins          |
| 2013-14   | Eric Hartzell          | WBS Penguins          |
| 2014-15   | Matt Murray            | WBS Penguins          |
| 2014-15   | Jeff Zatkoff           | WBS Penguins          |
| 2015-16   | Peter Budaj            | Ontario Reign         |